# 120
| 120                |
| ------------------ |
| Dødsfald - Fødsler |
|                    |

| Gregoriansk kalender | 120 CXX                 |
| Ab urbe condita      | 873                     |
| Armensk kalender     | I/T                     |
| Kinesiske kalender   | 2816 – 2817 己未 – 庚申 |
| Etiopisk kalender    | 112 – 113               |
| Jødisk kalender      | 3880 – 3881             |
| Hindukalendere       |                         |
| - Vikram Samvat      | 175 – 176               |
| - Shaka Samvat       | 42 – 43                 |
| - Kali Yuga          | 3221 – 3222             |
| Iransk kalender      | 502 BP – 501 BP         |
| Islamisk kalender    | 518 BH – 517 BH         |

Se også 120 (tal)

## Dødsfald
- Plutarch, græsk historiker.